# Ischnura barberi
Ischnura barberi là một loài chuồn chuồn kim trong họ Coenagrionidae.
Ischnura barberi được miêu tả khoa học năm 1903 bởi Currie.